# A.F.C. Bridgnorth

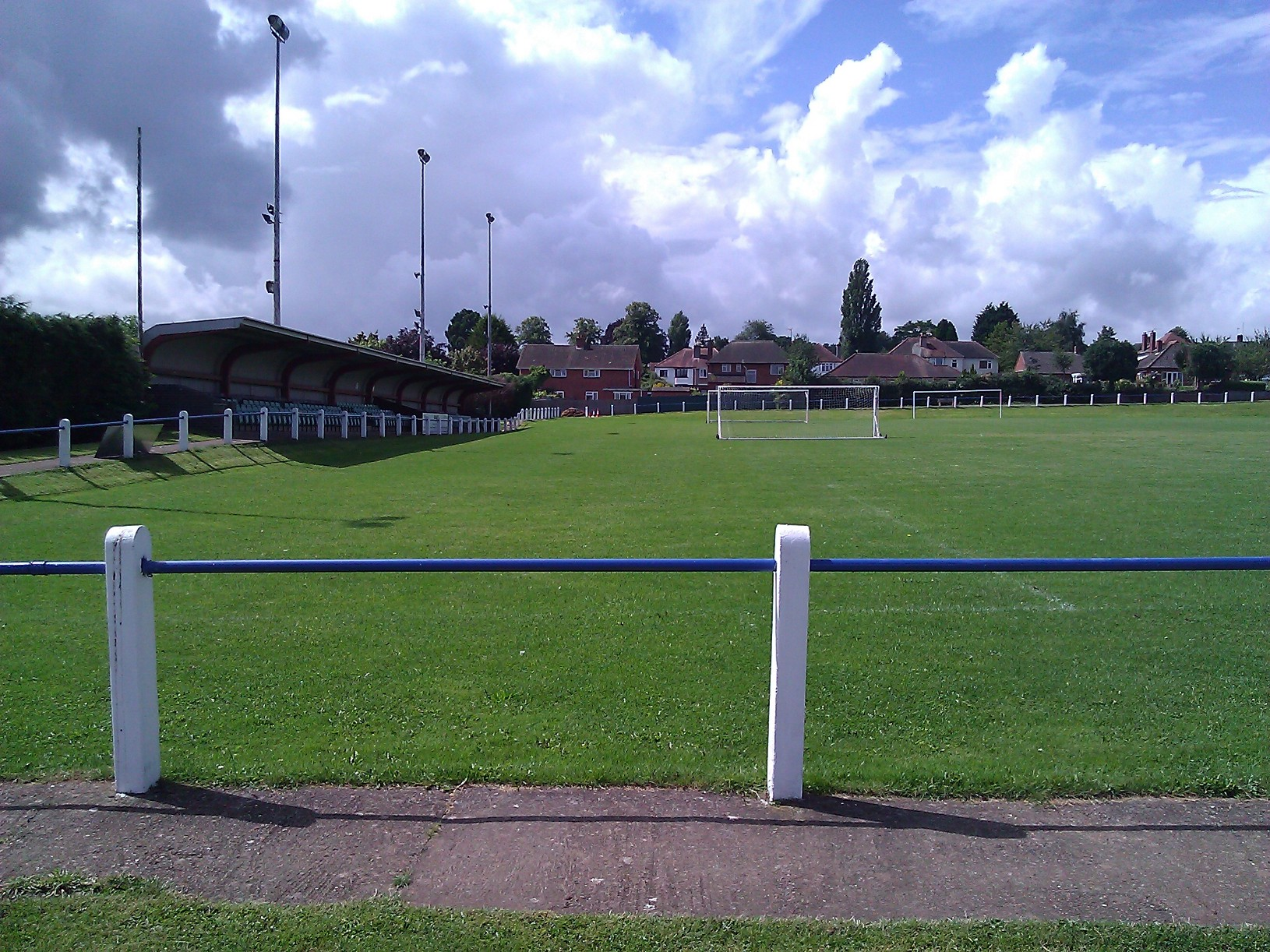
Crown Meadow

AFC Bridgnorth là một câu lạc bộ bóng đá có trụ sở tại thị trấn Bridgnorth, Shropshire, Anh. Đội hiện là thành viên Midland League Division One và thi đấu tại Crown Meadow.
Huy hiệu câu lạc bộ mô tả tòa thị chính ở thị trấn cao cấp của Bridgnorth.

## Lịch sử

### Bridgnorth Town
Bridgnorth Town tồn tại vào thế kỷ 19, gia nhập Shropshire & District League vào năm 1899. Một câu lạc bộ khác cùng tên được thành lập vào tháng 7 năm 1938 và tham gia Worcestershire Combination cho mùa giải 1938-39. Tuy nhiên, câu lạc bộ đã giải thể sau một mùa giải do Chiến tranh thế giới thứ hai bùng nổ. Cái tên này xuất hiện trở lại vào năm 1949 khi câu lạc bộ Kidderminster League Bridgnorth Boys Câu lạc bộ Old Boys được đổi tên thành Bridgnorth Town. Năm 1968, họ chuyển đến Worcestershire Combination, vừa được đổi tên thành Midland Combination, gia nhập Division One. Vào mùa giải 1970-1971, câu lạc bộ này trở thành một trong số ít các câu lạc bộ Anh vô địch FAW Trophy, đánh bại Welshpool 2-1 trong trận chung kết. Họ là á quân trong các năm 1976-77 và giành chức vô địch giải đấu năm 1979-1980. Sau khi kết thúc với vị trí á quân một lần nữa vào mùa giải tiếp theo, câu lạc bộ đã giành được chức vô địch Division One mùa giải 1982-83, thăng hạng lên Midland Division của Southern League.
Sau mười ba mùa giải ở Southern League Midland Division, Bridgnorth đứng cuối bảng ở Southern League và bị xuống hạng đến Midland Alliance. Đội vẫn ở trong Alliance cho đến khi xếp cuối giải đấu vào mùa giải 2004-05, sau đó họ bị xuống hạng Premier Division của Midland Combination. Sau một mùa giải ở Combination câu lạc bộ chuyển ngang sang Premier Division của West Midlands (Regional) League. Họ là nhà vô địch giải đấu mùa giải 2007-08 và được thăng hạng trở lại Midland Alliance. Mặc dù đứng thứ bảy trong giải đấu mùa giải 2012-13, câu lạc bộ đã phải giải thể do vấn đề tài chính.

### AFC Bridgnorth
Sau khi Bridgnorth Town giải thể, AFC Bridgnorth được thành lập để thay thế. Câu lạc bộ mới khởi đầu thấp hơn hai cấp độ, trong Division One của West Midlands (Regional) League. Đội đã vô địch Division One ngay lần thử sức đầu tiên, giành quyền thăng hạng lên Premier Division. Trong mùa giải 2014-15 đội là á quân Premier Division, một kỳ tích giống với mùa giải tiếp theo.

## Danh hiệu

### Bridgnorth Town
- Midland Combination
  - Vô địch 1979-80, 1982-83
- West Midlands (Regional) League
  - Vô địch Premier Division 2007-08
- FAW Trophy
  - Vô địch 1970-71
- Shropshire Senior Cup
  - Vô địch 1985-86

### AFC Bridgnorth
- West Midlands (Regional) League
  - Vô địch Division One 2013-14

## Kỉ lục

### Bridgnorth Town
- Thành tích tốt nhất tại Cúp FA: Vòng loại thứ ba, 1983-84, 1984-85[3]
- Thành tích tốt nhất tại FA Trophy: Vòng loại thứ hai, 1994-95[3]
- Thành tích tốt nhất tại FA Vase: Vòng Năm, 1975-76, 1993-94[3]

### AFC Bridgnorth
- Thành tích tốt nhất tại Cúp FA: Vòng sơ loại, 2015-16[4]
- Thành tích tốt nhất tại FA Vase: Vòng Hai, 2015-16[4]